# 苏联领事馆旧址

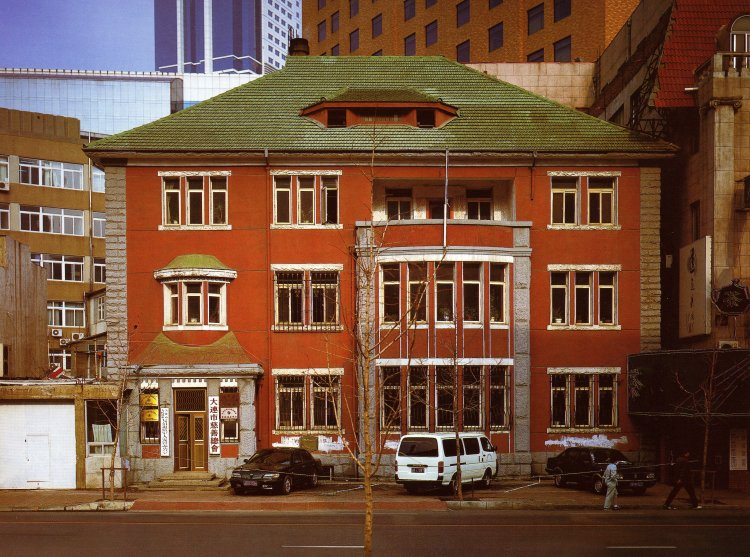
苏联领事馆旧址今貌

苏联领事馆旧址位于中华人民共和国辽宁省大连市中山区鲁迅路2号，建于1905年，现为大连市文物保护单位。
苏联驻大连领事馆旧址建筑面积1430平方米，为欧式民房风格。1925年起，苏维埃社会主义共和国联盟驻大连领事馆设在此楼内。1942年，苏联领事彼得罗夫曾领导延安苏军共产国际特工班大连情报组在此搜集日本关东军的情报。1945年后领事馆旧址成为大连市民政局办公楼。现今此楼为大连市民政局下属大连慈善总会的办公楼。